# Chã da Silva
Chã da Silva es una localidad caboverdiana del municipio de Santa Cruz.

## Geografía
La localidad está situada en la isla de Santiago.

## Organización territorial
La localidad abarca los lugares y barrios de:
- Boqueirão
- Chã de Casa
- Chã de Gui
- Fonte Machado
- Ilheta
- Ilheta Riba
- Ilhéu
- João Touro
- João Touro Riba
- Maiama
- Maria Pereira
- Polozinho
- Ponta Ribeira
- Sambacote
- Saradona
- Sechana
- Tamareira
- Várzea Nova
- Varzona